# Уолтон, Нэнси-Бёрд

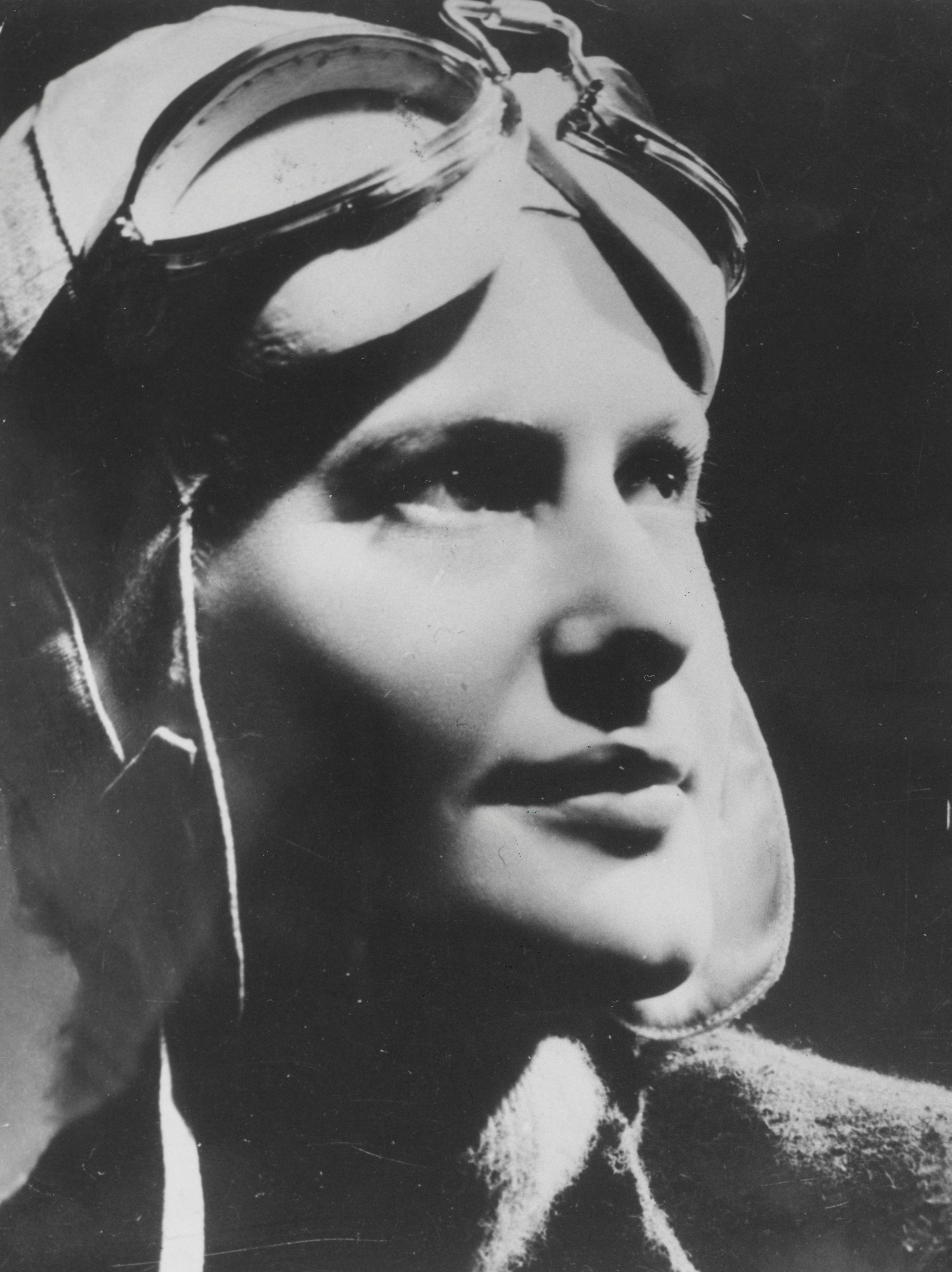
Нэнси-Бёрд в Лондоне, 1939

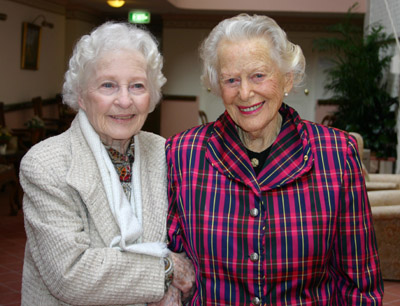
Нэнси-Бёрд Уолтон (справа) с другой женщиной-пионером австралийской авиации, Бёрнс, Джин, 2006

Нэнси-Бёрд Уолтон (англ. Nancy-Bird Walton; 16 октября 1915 года, Кью, Новый Южный Уэльс — 8 ноября 1935 года, Сидней, Новый Южный Уэльс) — австралийская лётчица, одна из пионеров австралийской авиации. Известна под прозвищем Ангел Аутбэка (англ. The Angel of the Outback). Является основателем Ассоциации женщин-пилотов Австралии.
В 1930-х годах, в возрасте 19 лет стала самой молодой женщиной в Британской империи, получившей лицензию пилота.

## Биография
Нэнси-Бёрд Уолтон родилась в Кью, Новый Южный Уэльс, Австралия 16 октября 1915 года, её имя при рождении было Нэнси Бёрд. Интерес к авиации Нэнси проявила с детства. В годы Великой депрессии в Австралии Бёрд была подростком и оказалась в таком же положении, как и многие другие дети того времени, бросив школу в 13 лет, чтобы помочь своей семье.
В 1933 году, в возрасте 18 лет, страсть привела её к занятиям авиацией. На тот момент, Сэр Чарльз Кингсфорд-Смит, первый человек, перелетевший через центральную часть Тихого океана, только что открыл своё лётное училище недалеко от Сиднея, и Бёрд стала одной из его первых учениц. Большинство женщин-курсантов училища делали это для развлечения, но Бёрд планировала зарабатывать на жизнь полётами, что ранее не удавалось ни одной женщине.

### Карьера в авиации
После того, как Нэнси Бёрд получила коммерческую лицензию пилота в возрасте 19 лет, благодаря наследству в размере 200 австралийских долларов от своей двоюродной тёти, а также займу отца, который она позже полностью вернула, Бёрд приобрела свой первый самолёт, De Havilland DH.60 Moth. Вскоре после этого Нэнси и её подруга, Пегги МакКиллоп, отправились в барнсторминговый тур по сельской местности, посещая ярмарки и предоставляя местным жителям возможность совершить полёт на самолёте, многим из них впервые в жизни, особенно с пилотом-женщиной.
В 1935 году, во время тура, Нэнси познакомилась с преподобным Стэнли Драммондом, который предложил ей принять участие в создании благотворительной организации Royal Far West Children’s Health Scheme, призванной улучшить обеспечение детей, живущих отдалённых районах Нового Южного Уэльса, медициной и образованием. Нэнси согласилась. Её самолёт, Gipsy Moth, использовался в целях санитарной авиации. Позже она приобрела более оснащённый самолёт и начала обслуживать бо́льшую территорию, в том числе Квинсленд, который ещё не охватывала Королевская служба воздушных врачей Австралии.
В 1936 году Бёрд приняла участие в воздушной гонке от Аделаиды до Брисбена и заняла первое место среди женщин. В 1938 году она решила сделать длительный перерыв в лётной карьере. Голландская авиакомпания KLM пригласила Бёрд в Европу для проведения своей рекламной кампании, после которой она прожила несколько лет там. Она вернулась в Австралию вскоре после начала Второй мировой войны.
В 1950 году Нэнси основала Ассоциацию женщин-пилотов Австралии, президентом которой оставалась в течение пяти лет. В 1958 году, после более чем двадцатилетнего перерыва, она решила вернуться к лётной деятельности.

### Последние годы
10 сентября 2008 года, незадолго до своей смерти, Уолтон дала интервью для часового документального фильма Flying Sheilas, который рассказывал о жизни Нэнси и ещё семи австралийских женщин-пилотов.
13 января 2009 года Нэнси-Бёрд Уолтон скончалась в возрасте 93 лет.

## Личная жизнь
В 24 года Нэнси Бёрд вышла замуж за англичанина Чарльза Уолтона и родила двоих детей. Чарльз предпочитал называть её «Нэнси-Бёрд» вместо просто «Нэнси», и со временем она стала известна как «Нэнси-Бёрд Уолтон».

## Признание и награды
На протяжении всей своей жизни Нэнси-Бёрд Уолтон поддерживала благотворительные организации и помогала людям, оказавшимся в трудных обстоятельствах. В знак признания её заслуг она была награждена званием офицера ордена Британской империи в 1966 году и назначена офицером ордена Австралии в 1990 году.
Памятный трофей Нэнси-Бёрд Уолтон, учреждённый её семьёй, вручается Ассоциацией женщин-пилотов Австралии каждый год за «наиболее значительный вклад в авиацию женщиной из стран Австралазии».
В 1997 году Национальный фонд Австралии признал её «Живым достоянием Австралии», а в 2001 году её имя было внесено в Почётный список женщин штата Виктория.
Первый Airbus A380 (VH-OQA), переданный австралийской авиакомпании Qantas, был назван в её честь. Изначально её имя на борту самолёта было написано как «Nancy Bird Walton», но Qantas учёл её пожелание использовать дефис (как это делал её покойный муж), и самолёт был переименован в «Nancy-Bird Walton» вскоре после своего первого полёта. В 2010 году этот самолёт совершал рейс QF32, когда после вылета из Сингапура произошёл серьёзный отказ двигателя. Примечательно, что Нэнси-Бёрд Уолтон сама написала рекомендательное письмо для второго пилота этого рейса, когда он только начинал свою карьеру в Qantas.
В марте 2019 года премьер-министр Австралии Скотт Моррисон объявил, что новый аэропорт в Западном Сиднее будет назван в честь Нэнси-Бёрд Уолтон.